# Kanton Jura
Kanton Jura er en kanton i Schweiz. Hovedstaden hedder Delémont. Jura er den yngste kanton i Schweiz; før 1979 hørte den til Bern. Jura grænser mod vest og nord til Frankrig, mod nordøst til Basel-Landschaft og Solothurn samt mod syd og sydøst til Bern og Kanton Neuchâtel.
- Wikimedia Commons har flere filer relateret til Kanton Jura

47°22′N 7°09′Ø / 47.37°N 7.15°Ø